# フランツ・エングストラー
フランツ・エングストラー（Franz Engstler､1961年7月21日 - ）は、ドイツのレーシングドライバー。

## 経歴
1988年にレースデビュー。ドイツのフォーミュラ3で活躍する。1991年からはツーリングカーレースにも参戦を開始。以降はツーリングカーレースをメインに参戦している。1991年から旧ドイツツーリングカー選手権に参戦しており、BMWのチーム・リンダーやオペルのイルムシャーに所属した後、自身が立ち上げたエングストラー・モータースポーツよりアルファロメオで1994年まで参戦した。
1996年からはドイツツーリングカー選手権の代わりに開催されたドイツ・スーパーツーリング選手権(STWカップ)に参戦。アルファロメオ・155をドライブする。BMWやプジョーなど強豪チームが集まっていた為、やや苦しいシーズンを送るが、リタイアは少なく確実に完走を果たしている。1998年は以前所属したイルムシャーから参戦することになり、オペル・ベクトラをドライブ。翌年はシリーズ途中から再びエングストラー・スポーツから155で参戦した。

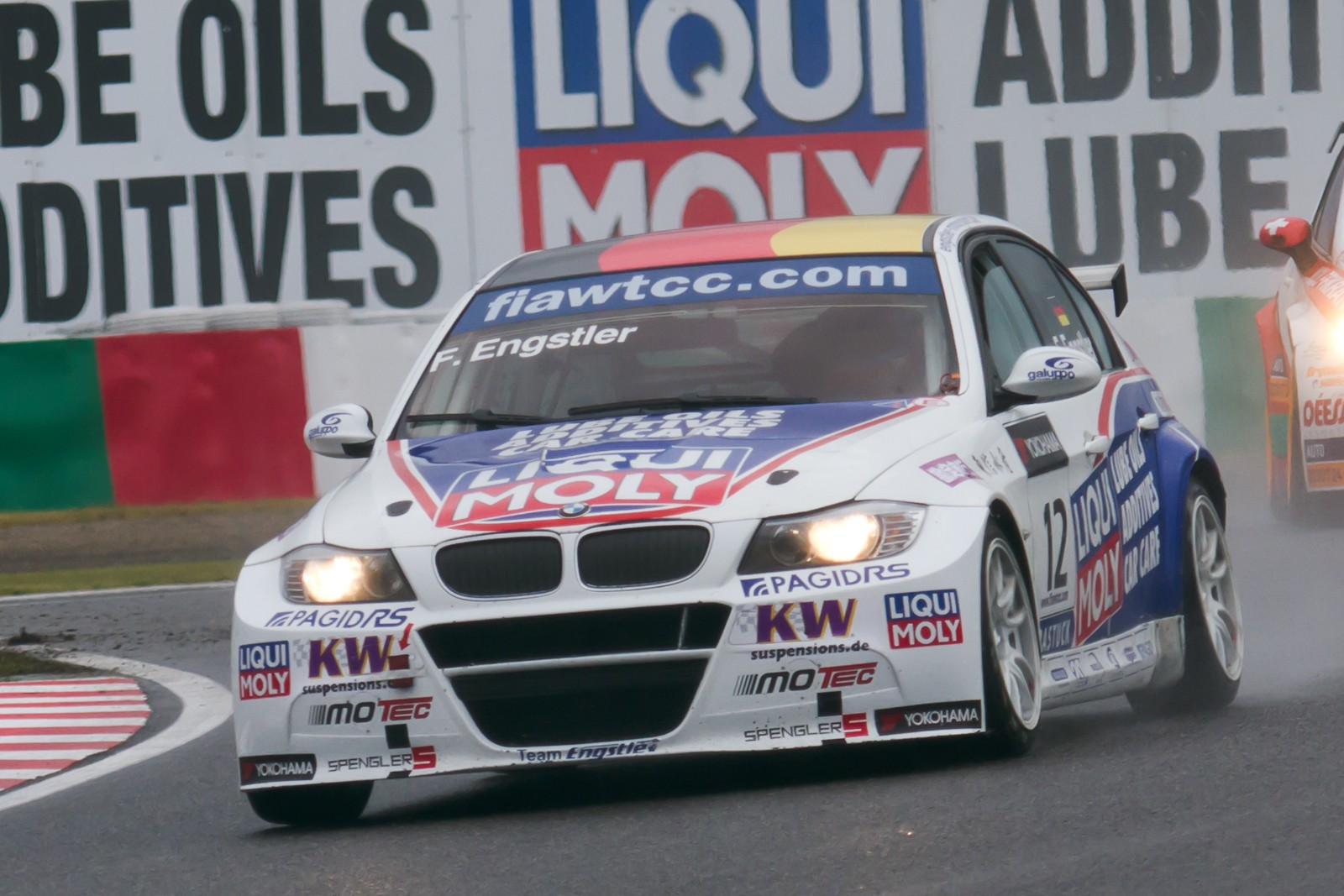
エングストラードライブの2011年のBMW。WTCCの日本戦で撮影。

STWカップがこの年で消滅し、再び新しくなったドイツツーリングカー選手権が2000年から開催されることになったが、エングストラーは参戦せず、ヨーロッパツーリングカー選手権にスポット参戦し、2007年からは世界ツーリングカー選手権にBMWで参戦を開始した。プライベートチームからの参戦の為、苦戦を強いられていたが、2012年は他のワークスドライバーを押さえて初優勝を達成し、この年はランキング8位となった。エングストラーは2014年まで世界ツーリングカー選手権に参戦した。